# 地层单位

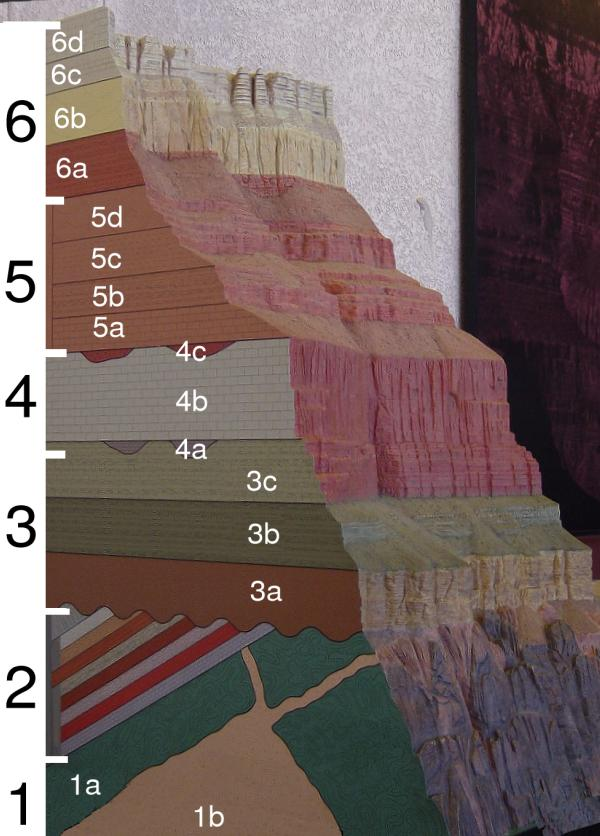
科罗拉多大峡谷的岩石地层划分示意。黑色数字表示群，白色数字表示组。

地层单位在地层学中是指根据岩层的不同特征或属性将其划分成的不同单位。由于划分依据的不同，可分为岩石地层单位、年代地层单位、生物地层单位等。

## 地层单位

### 岩石地层单位
岩石地层单位根据岩石学特征进行划分，包括：
- 超群（Supergroup）：两个或两个以上相邻群的组合
- 群（Group）：两个或两个以上相邻组的组合
- 组（Formation）：岩石单位系统的基本单位
- 段（Member）：组内的岩石实体
- （Bed）：组内或段内的独特岩层

### 年代地层单位
| 编·历地质年代学和地层学单位 |                     |                                     |
| 年代地层學 岩段（地层） | 地质年代學 時間間隔 | 说明                                |
| 宇 | 宙                  | 共有4个，大於5亿年                  |
| 界 | 代                  | 共有14个，數亿年                    |
| 系 | 纪                  | 共有22個，數千萬至數億年            |
| 统 | 世                  | 共有34個，數千万年                  |
| 阶 | 期                  | 共有99個，数百万年                  |
| 带 | 时                  | 小于期，国际地层委员会（ICS）不使用 |
| 规范用法：恐龙生活在侏罗纪（时间），恐龙化石在侏罗系地层中找到。上、下修饰年代地层单位。早、晚修饰地质年代单位。（例:下白垩统对应早白垩世） |                     |                                     |

年代地层单位根据地层形成的时代进行划分，并与地质年代相对应，包括：
- 宇（Eonothem）：最大的年代地层单位，与地质年代的的“宙”对应
- 界（Erathem）：与地质年代的“代”对应
- 系（System）：与地质年代的“纪”对应
- 统（Series）：与地质年代的“世”对应
- 阶（Stage）：年代地层的基本单位，与地质年代的“期”对应
- 时带（Chronozone）：最小的年代地层单位，与地质年代的“时”对应

### 生物地层单位
生物地层单位是以生物化石为依据进行的划分，包括以下类型：
- 延限带（Range zone）：特定的化石从出现到消失所占用的地层
- 间隔带（Interval zone）：两个生物地层面间的包含化石的地层
- 种系带（Lineage zone）：进化种系中特定片断化石标本的地层
- 组合带（Assembleage zone）：特定的化石组合所占有的地层
- 富集带（Abundance zone）：：特定化石最为繁盛的地层

### 磁性地层单位
磁性地层单位是以岩石磁学性质为依据进行的划分，基本单位为极性带（Polarity zone）。此外还可分为极性超带、极性亚带等。

### 其他地层单位
除上述几种常用的地层单位外，还中根据划分依据的不同，建立化学地层单位、生态地层单位、地震地层单位、矿物地层单位、构造地层单位等。